# Rebecca Blank

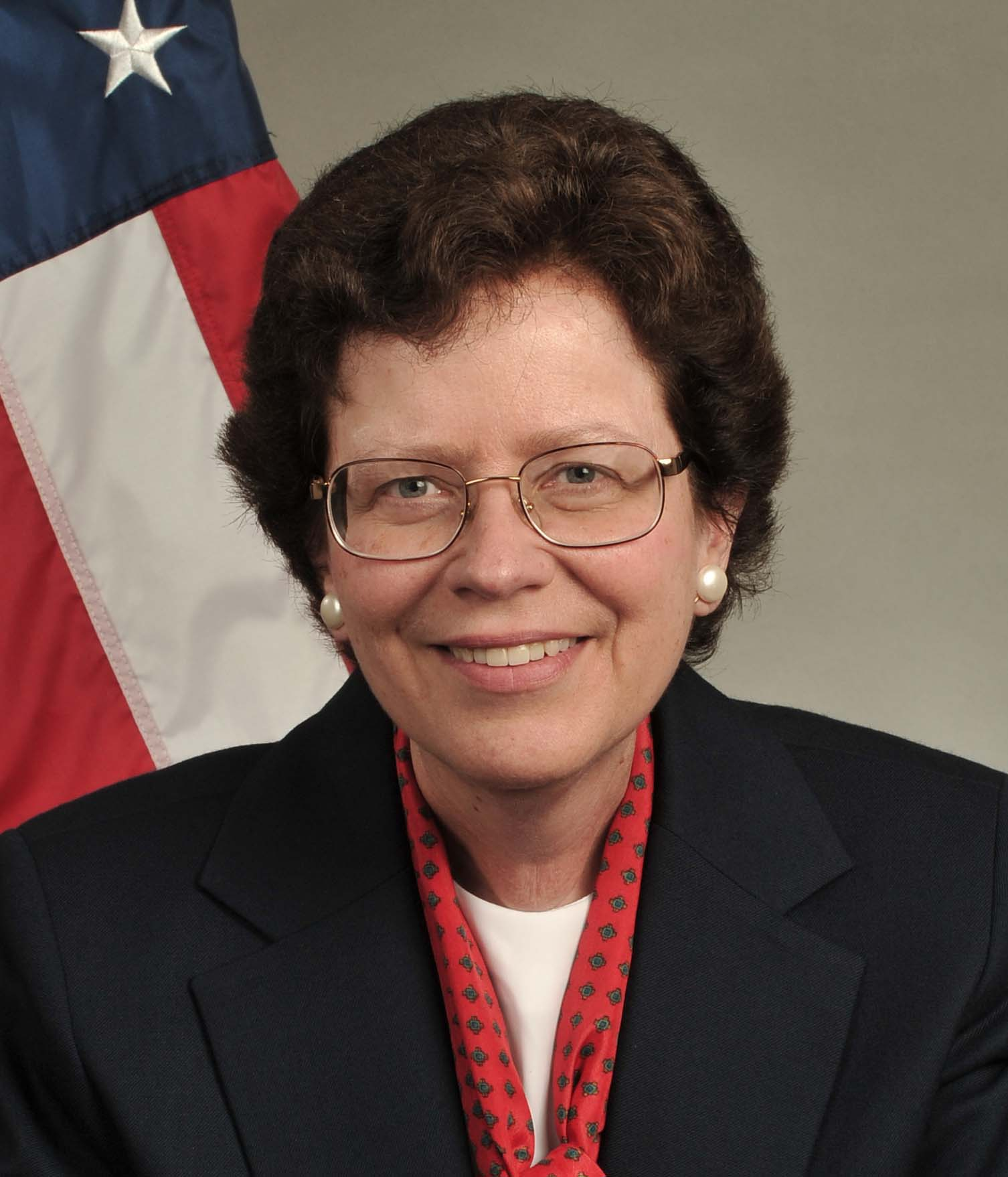
Rebecca Blank in 2009

Rebecca Margaret Blank (* 19. September 1955 in Columbia, Missouri; † 17. Februar 2023 in Madison, Wisconsin) war eine US-amerikanische Wirtschaftswissenschaftlerin und Politikerin der Demokratischen Partei. 

## Laufbahn
Rebecca Blank schloss ihr Studium der Ökonomie an der University of Minnesota mit summa cum laude ab und erlangte einen Ph.D. in Ökonomie am Massachusetts Institute of Technology (MIT). Sie hatte Professuren an der Princeton University (1983–1989), dem MIT (1988–1989) und der Northwestern University (1989–1999) inne. Von 1998 bis 1999 gehörte sie dem Council of Economic Advisers an. Von 1999 bis 2009 lehrte sie an der University of Michigan.
2005 wurde sie in die American Academy of Arts and Sciences gewählt.
2009 wechselte Rebecca Blank ins Handelsministerium und war ab Juli 2011 amtierende, ab 21. Oktober 2011 offiziell ernannte stellvertretende Handelsministerin. Nach der aus gesundheitlichen Gründen am 11. Juni 2012 erklärten Beurlaubung von Handelsminister John Bryson und seinem offiziell erklärten Rücktritt am 21. Juni übernahm sie kommissarisch dessen Amt, das sie bis 31. Mai 2013 innehatte. Danach wurde Cameron F. Kerry kommissarischer Handelsminister. Blank war anschließend von 2013 bis 2022 Kanzlerin der University of Wisconsin–Madison und ab 2022 Präsidentin der Northwestern University.
Rebecca Blank starb im Februar 2023 im Alter von 67 Jahren an einer Krebserkrankung.